# Fright Night (Stratovarius)
Fright Night, pubblicato nel 1989, è l'album di debutto della band power metal finlandese Stratovarius.

## Tracce
1. Future Shock - 4:33
2. False Messiah - 5:16
3. Black Night - 3:40
4. Witch-Hunt - 3:19
5. Fire Dance - 2:17
6. Fright Night - 8:12
7. Night Screamer - 4:45
8. Darkness - 6:54
9. Goodbye - 1:13

## Formazione
- Timo Tolkki - chitarra, voce
- Tuomo Lassila - batteria
- Jyrki Lentonen - basso
- Antti Ikonen - tastiera